# Калинковичи
Калинковичи (на беларуски: Калінкавічы; на руски: Калинковичи) е град в Беларус, административен център на Калинковички район, Гомелска област. Населението на града е 40 282 души (по приблизителна оценка от 1 януари 2018 г.).

## История
За пръв път селището е споменато през 1560 година, през 1925 година получава статут на град.